# Lecteur enregistreur de DVD
Un lecteur enregistreur de DVD ou DVDscope dénomination conbinant les termes DVD et magnétoscope est un appareil électronique domestique, destiné à l'enregistrement, à la sauvegarde et à la lecture des émissions de télévision ou de sources vidéo externes comme celle notamment d'un caméscope. 
Successeur numérique direct du magnétoscope à vidéocassette comme notamment le format VHS, l'appareil est doté d'un démodulateur ou « tuner » permettant de capter les signaux de télévision, associé à un graveur de DVD interne. Certains modèles intègrent en complément, un disque dur pour faciliter les enregistrements multiples, la copie, le montage et l'archivage qui s'apparentent dès lors à un magnétoscope numérique.
Selon le modèle, Le DVDscope peut être compatible avec un ou plusieurs formats de DVD enregistrables : DVD-R, DVD+R, DVD-RW, DVD+RW, DVD-RAM et, plus rarement, avec les supports analogiques VCD et SVCD.
En complément à la réception des signaux analogiques de télévision, les modèles les plus évolués peuvent intégrer la réception numérique terrestre, notamment à la norme DVB-T ou DVB-T2.

## Avantages
Certaines fonctions facilitent la programmation, la gestion des enregistrements, la duplication ou encore la copie de sources externes : caméscope, magnétoscope, réception satellite ou câble, jeux vidéo, ordinateur, box Internet, , etc.) peuvent être intégrées.

## Évolution
Avec l'arrivée de la TVHD, les premiers lecteurs enregistreurs de Blu-ray sont commercialisés à partir de 2008. Les émissions HD télédiffusées par les chaînes en clair peuvent être enregistrées. Toutefois, les émissions « verrouillées » par les dispositifs DRM restreignent la sauvegarde. Ainsi, la copie d'un film ou d'une émission protégée à partir d'un lecteur Blu-ray externe modulé en DVB-T est impossible. 